# Zanan-e Emruz
«Zanan-e Emruz» (укр. Жінки сьогодні) — іранський щомісячний журнал, що належить Шахлі Шеркат, який почав виходити у червні 2014 року. Після 11 томів видання було призупинено у квітні 2015 року і відновлено у жовтні 2015 року. Журнал є продовженням раніше забороненого щомісячного журналу про жінок під назвою «Zanan».

## Зміст
Цей незалежний журнал висвітлює проблеми жінок з метою покращення їхніх культурних, соціальних, наукових, мистецьких та політичних прав, а також розширення можливостей жінок.

## Суперечки
Випуск «Zanan-e Emruz» був призупинений за звинуваченням у тому, що журнал не захищав права жінок і наполягав на розв'язанні застарілих питань, таких як присутність жінок на стадіонах. Шахла Шеркат захистила свою статтю, заявивши, що призупинення було без жодних попередніх застережень, а її журнал розглядав питання з дуже об'єктивної точки зору, оскільки він є єдиним виключно феміністичним журналом в Ірані. Крім того, питання присутності жінок на стадіонах, а також білих шлюбів (за що журнал був звинувачений) розглядалися в багатьох інших місцевих організаціях, засобах масової інформації та журналах.